# Günther Boekhoff
Günther Boekhoff (* 31. Januar 1938 in Heisfelde; † 25. Mai 2025 in Leer) war ein deutscher Politiker (SPD). Er war von 1982 bis 1994 Mitglied des Niedersächsischen Landtages und von 1996 bis 2001 erster direkt gewählter Bürgermeister der Stadt Leer.
Boekhoff besuchte bis 1953 die Volksschule und begann im Anschluss eine kaufmännische Lehre, die er im Jahr 1956 abschloss. Er nahm eine Tätigkeit als kaufmännischer Angestellter an. Von 1965 bis zu seinem Einzug in den niedersächsischen Landtag im Jahr 1982 war bei der Landeszentralbank Niedersachsen beschäftigt, zuletzt in der Zweigstelle Leer. Boekhoff wurde Vorsitzender des Aufsichtsrates der Energieversorgung Weser-Ems AG in Oldenburg (bis 29. Oktober 2012) sowie Vorsitzender des Aufsichtsrates der Stadtwerke Leer. Ferner war er Mitglied des Beirates der Firma Preussen Elektra mit Sitz in Hannover. Er war stellvertretender Vorsitzender des Stiftungsvorstands der EWE Stiftung.
Er war seit 1963 Mitglied der SPD und wurde im Jahr 1991 zum Vorsitzenden des SPD-Unterbezirks und Beisitzer im Bezirksvorstand seiner Partei im Bezirk Weser-Ems. Boekhoff war seit 1968 Ratsherr und von 1973 bis 2001 Bürgermeister der Stadt Leer. Im Jahr 1976 wurde er Kreistagsabgeordneter des Landkreises Leer. Von 1982 bis 1996 vertrat er den Wahlkreis Leer im Niedersächsischen Landtag, wo er sich insbesondere im Ausschuss für Häfen und Schifffahrt und im Ausschuss für innere Verwaltung betätigte. 
Nach Beendigung seiner Amtszeit als Bürgermeister wurde er vom Rat der Stadt Leer zum Ehrenbürgermeister ernannt.

## Quelle
- Barbara Simon: Abgeordnete in Niedersachsen 1946–1994. Biographisches Handbuch. Hrsg. vom Präsidenten des Niedersächsischen Landtages. Niedersächsischer Landtag, Hannover 1996, S. 44.